# Plymouth (Minnesota)
Plymouth is een plaats (city) in de Amerikaanse staat Minnesota, en valt bestuurlijk gezien onder Hennepin County.

## Demografie
Bij de volkstelling in 2000 werd het aantal inwoners vastgesteld op 65.894.
In 2006 is het aantal inwoners door het United States Census Bureau geschat op 70.102, een stijging van 4208 (6.4%).

## Geografie
Volgens het United States Census Bureau beslaat de plaats een oppervlakte van
91,4 km², waarvan 85,2 km² land en 6,2 km² water.

## Plaatsen in de nabije omgeving
De onderstaande figuur toont nabijgelegen plaatsen in een straal van 8 km rond Plymouth.

## Geboren
- Amy Klobuchar (1960), senator voor Minnesota
- Kelly Pannek (1995), ijshockeyster